# Essais nucléaires britanniques à Maralinga
Entre 1956 et 1963, le Royaume-Uni a effectué sept essais nucléaires sur le site de Maralinga, en Australie-Méridionale. Les expérimentations ont eu lieu dans la zone interdite de Woomera à environ 800 km au nord-ouest d'Adélaïde.
Deux grandes séries de tests ont été effectuées : l'opération Buffalo en 1956 et l'opération Antler en 1957.
La puissance des bombes nucléaires était comprise entre 1 et 27 kilotonnes de TNT (4 à 100 TJ). Le site de Maralinga a également été utilisé pour effectuer des essais mineurs et des tests de composants d'armes nucléaires ne nécessitant pas d'explosions nucléaires. Kittens portait sur des essais de générateurs de neutrons ; Rats et Tims évaluaient comment le noyau fissile d'une arme nucléaire était comprimé par l'onde de choc explosive et Vixens évaluait les effets du feu nucléaires et des explosions non nucléaires sur les armes atomiques. Les 550 essais mineurs ont finalement généré beaucoup plus de contaminations que les essais majeurs proprement dits.
L'opération Buffalo a consisté en quatre tests. Les deux bombes One Tree (12,9 kT) et Breakaway (10,8 kT) étaient installées sur des tours alors que Marcoo (1,4 kT) était placées au niveau du sol et Kite (2,9 kT) a été larguée par un bombardier Vickers Valiant de la Royal Air Force d'une hauteur de 35 000 pieds. Il s'agissait du premier largage d'une arme nucléaire britannique depuis un avion.
En 1957, l'opération Antler a testé des armes nucléaires légères. Trois essais ont été réalisés dans cette série : Tadje (0,93 kT) , Biak (5,67 kT) et Taranak (26,6 kT). Les deux premiers étaient effectués depuis des tours, alors que le dernier la bombe était suspendue à des ballons. Tadje a utilisé des pastilles de cobalt comme traceur pour déterminer le rendement, ce qui a donné lieu à des rumeurs selon lesquelles la Grande-Bretagne développait une bombe au cobalt.
Le site a été abandonné alors qu'il était contaminé par des déchets radioactifs. Un premier nettoyage a été tenté en 1967. La Commission royale McClelland chargée d'examiner les effets des essais mineurs et des essais majeurs a rendu son rapport en 1985. Elle a constaté que des risques d'irradiation importants existaient toujours sur de nombreux secteurs de Maralinga et a recommandé un nouveau nettoyage. Celui-ci a été achevé en 2000 pour un coût de 108 millions de dollars australiens. Le débat s'est poursuivi sur la sécurité du site et sur les effets à long terme sur la santé des gardiens aborigènes et des anciens membres du personnel. En 1994, le gouvernement australien a versé des indemnités s'élevant à 13,5 millions de dollars aux propriétaires traditionnels, le peuple Maralinga Tjarutja. La dernière partie du terrain restant dans la zone interdite de Woomera a été rendue libre d'accès en 2014.
À la fin des années 1970, la façon dont les médias australiens couvraient les essais nucléaires britanniques a radicalement changée. Certains journalistes ont enquêté sur le sujet et la critique politique s'est accentuée. Le journaliste Brian Toohey a publié une série d'articles dans l'Australian Financial Review en octobre 1978 qui s'appuyaient en partie sur des fuites ministérielles. En juin 1993, le journaliste du New Scientist, Ian Anderson, a écrit un article intitulé « Les sales manœuvres de la Grande-Bretagne à Maralinga » et plusieurs autres articles sur le sujet. En 2007, le livre Maralinga: Australia's Nuclear Waste Cover-up écrit par Alan Parkinson a documenté l'échec du nettoyage à Maralinga. Des chansons populaires relatives à l'histoire de Maralinga ont été écrites par Paul Kelly et le groupe Midnight Oil.

## Contexte historique
Au début de la Seconde Guerre mondiale la Grande-Bretagne avait un projet d'armes nucléaires nommé Tube Alloys  . En 1943, l'accord de Québec l'a fusionné avec le projet américain Manhattan dans le but de créer un projet commun entre américains, britanniques et canadiens. Le gouvernement britannique pensait que les États-Unis continueraient à partager la technologie nucléaire après la guerre, mais ce ne fut pas le cas. La loi McMahon sur l'énergie atomique de 1946 a mis fin à la coopération technique. Craignant un retour de l'isolationnisme américain, la Grande-Bretagne, qui risquait de perdre son statut de grande puissance, a décidé de relancer son propre projet d'arme nucléaire  nommé High Explosive Research .

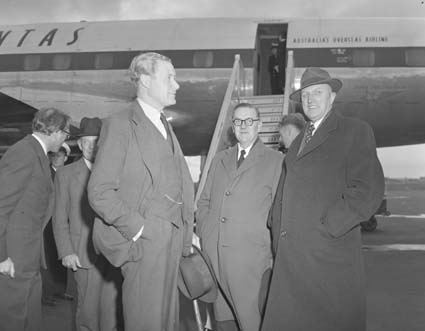
Le ministre britannique de la Défense, Duncan Sandys (au centre) rencontre Howard Beale (à droite), le ministre australien de l'Approvisionnement en août 1957.

Dans les années 1950, la Grande-Bretagne était encore le plus grand partenaire commercial de l'Australie (avant qu'elle ne soit dépassée par le Japon et les États-Unis dans les années 1960). La Grande-Bretagne et l'Australie avaient encore des liens culturels forts, et Robert Menzies, le Premier ministre australien de 1949 à 1966, était fortement pro-britannique. La plupart des Australiens étaient d'origine britannique et la Grande-Bretagne était toujours la plus grande source d'immigrants en Australie, principalement parce que les anciens militaires britanniques et leurs familles étaient éligibles à l'immigration gratuite. D'autres migrants britanniques bénéficiaient d'un voyage subventionné sur des navires britanniques vers l'Australie. Les troupes australiennes et britanniques ont combattu ensemble pendant la guerre de Corée de 1950-1953  et contre l'insurrection communiste malaise de 1948 à 1960. En matière de défense, l'Australie entretenait toujours une étroite collaboration avec la Grande-Bretagne au travers de la zone Australie-Nouvelle-Zélande et Malaisie (ANZAM), créée en 1948. Les plans de guerre australiens de cette époque ont continué à être intégrés à ceux de la Grande-Bretagne et impliquaient le renforcement des forces britanniques au Moyen-Orient et en Extrême-Orient .
Le gouvernement australien espérait collaborer avec la Grande-Bretagne dans les domaines de l'énergie nucléaire et des armes nucléaires. L'énergie nucléaire faisait partie de ses priorités car on pensait alors que le pays n'avait pas de pétrole et peu de charbon . Après la guerre, le Snowy Mountains Scheme envisageait le développement de l'énergie nucléaire et de l'hydroélectricité . En 1948, l'accord sur le nucléaire signé entre les États-Unis et le Royaume-Uni a exclu l'Australie du groupe. Les scientifiques australiens ont été privés des informations techniques auxquelles ils avaient auparavant accès. La Grande-Bretagne ne voulait pas partager ses connaissances avec l'Australie de peur que cela ne compromette sa relation avec les États-Unis. De leur côté, les Américains étaient réticents à collaborer avec les Australiens après que le projet Venona ait révélé l'étendue des activités d'espionnage soviétiques en Australie . Enfin, la création de l'Organisation du traité de l'Atlantique nord (OTAN) en 1949 a exclu l'Australie de l'Alliance occidentale .
Le 3 octobre 1952, le Royaume-Uni a testé sa première arme nucléaire dans les îles de Montebello au large des côtes de l'Australie occidentale, dans le cadre de l'opération Hurricane. Un an plus tard, les premiers essais nucléaires sur le continent australien ont été effectués lors de l'opération Totem à Emu Field dans le Grand désert de Victoria (Australie-Méridionale). Le premier tir a eu lieu le 15 octobre et le second, deux semaines plus tard, le 27 octobre. Le ministre australien de l'approvisionnement, Howard Beale, a déclaré en 1955 : « L'Angleterre a le savoir-faire ; nous avons les grands espaces, beaucoup de compétences techniques et une grande volonté d'aider la patrie. Ensemble, nous devrions aider à construire les défenses du monde libre et faire des progrès historiques dans l'exploitation des forces de la nature » .

## Le site de Maralinga

### Choix du site
Les îles Montebello et Emu Fiels n'ont jamais été considérées comme des sites d'essai permanents. Montebello a bien été à nouveau utilisé en 1956 pour l'opération Mosaic mais il n'était accessible que par la mer. Emu Field avait des problèmes d'approvisionnement en eau et subissait des tempêtes de sable . Le site d'expérimentation préféré du gouvernement britannique restait le site d'essai du Nevada aux États-Unis, mais en 1953, son accès n'était plus aussi sécurisé qu'en 1950. En octobre 1952, le surintendant en chef de l'Armement Research  William Penney s'est rendu en Australie-Méridionale et a indiqué au gouvernement australien les caractéristiques indispensables qu'un site d'essais nucléaires devait présenter. En mai 1953, le comité des chefs d'état-major du Royaume-Uni a été informé qu'un tel centre était nécessaire. C'est le maréchal de l'air Sir Thomas Elmhirst  , président du Totem Executive (Totex) qui fut choisi pour trouver le lieu adéquat. Il se tourna vers J.E.S. Stevens, le secrétaire permanent du ministère de l'approvisionnement australien et président du Totem Panel - qui coordonna la contribution australienne à l'opération Totem,  en lui indiquant les caractéristiques qu'un site de test permanent devait présenter :
- Se trouver au centre d'un cercle de 160 km de rayon libre de toute établissement humain ;
- Être relié à un port par des voies routières et ferroviaires ;
- Avoir un aéroport à proximité ;
- Avoir un climat supportable pour le personnel et les visiteurs ;
- Avoir une faible pluviométrie ;
- Avoir des conditions météorologiques prévisibles ;
- Être sous des vents qui emportent les retombées nucléaires en toute sécurité loin des zones habitées ;
- Avoir un terrain relativement plat ;
- Être isolé pour des raisons de sécurité.[16] [17]

Elmhirst a suggéré qu'un site pourrait être trouvé à Groote Eylandt dans le golfe de Carpentarie ou au nord d'Emu Field, où il pourrait être relié par route et par rail à Oodnadatta, et où l'eau pourrait être trouvée plus facilement qu'à Emu Field. Stevens a classé les deux comme inadaptés; Groote Eylandt était boisé et rocheux, avec une saison des pluies prononcée, pas d'installations portuaires, et loin des principales colonies les plus proches de Darwin et Cairns ; tandis que la zone au nord d'Emu Field avait peu d'eau, peu de routes et se trouvait sur l'axe du Long Range Weapons Establishment (LRWE), ce qui signifiait qu'il y aurait une revendication concurrente sur l'utilisation de la zone. Le capitaine de groupe George Pither a mené une étude aérienne de la région au nord du chemin de fer trans-Australien entre Ooldea et Cook (Australie-Méridionale). Cela a été suivi par une reconnaissance au sol avec quatre land rover et deux camions à quatre roues motrices par Pither, le commandant d'escadre Kevin Connolly, Frank Beavis (un expert en chimie du sol), Len Beadell et les deux chauffeurs de camion . Une zone a été trouvée au nord d'Ooldea, et une piste d'atterrissage temporaire a été créée en deux jours par des land rovers traînant un morceau de rail afin de la niveler. C'est sur cette piste de fortune que Penney, le lieutenant d'aviation Charles Taplin et le scientifique en chef Alan Butement ont atterri à bord d'un Bristol Freighter le 17 octobre 1953, deux jours après le test du Totem 1 à Emu Field.

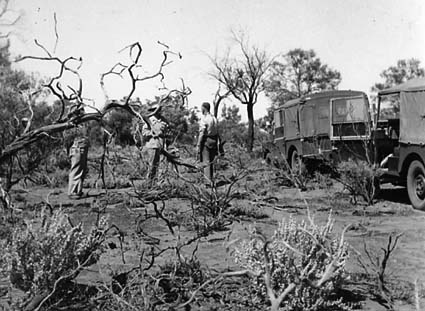
Reconnaissance du puits Emu-Ooldea-Tietkens

Le site appelé « X.300 », n'avais pas les qualités du Nevada Test Site, avec ses excellentes communications, mais il était quand même convenable . Son terrain était plat, sec et non sujet aux tempêtes de sable. Les 10 mégalitres d'eau nécessaires pouvaient être obtenus par forage, et des réservoirs d'eau de pluie ont été envisagés. On a estimé que si l'eau de forage s'avérait insuffisante il serait possible de poser une conduite d'eau depuis Port Augusta. Le coût a été estimé à 53 000 £ AU pour la construction et à 50 000 £ AU par an pour l'exploitation. Le 25 novembre, Alan Butement a nommé officiellement le site X.300 « Maralinga » lors d'une réunion au Ministère de l'approvisionnement. C'est un mot aborigène signifiant « tonnerre » en Garik, une langue éteinte parlée à l'origine autour de Port Essington dans le Territoire du Nord.
Le 2 août 1954, le haut-commissaire du Royaume-Uni en Australie dépose une demande officielle pour la création d'un centre d'essai nucléaire permanent . Un accord préliminaire entre l'Australie et les gouvernements britanniques a été conclu le 26 août. Une mission composée de six fonctionnaires et scientifiques dirigés par J.M. Wilson, le sous-secrétaire du ministère britannique de l'approvisionnement (MoS), s'est rendue en Australie en décembre pour évaluer le site de Maralinga et a conclu qu'il était excellent,. Le nouveau site a été officialisé par Beale le 4 avril 1955, et le Cabinet australien a donné son accord le 4 mai. Un mémorandum officialisant l'accord pour l'utilisation de Maralinga a été signé le 7 mars 1956. Il spécifiait que le site serait mis à disposition pendant dix ans, qu'aucun essai thermonucléaire ne serait effectué, que le gouvernement britannique serait responsable de toutes les réclamations pour décès ou blessures corporelles ou dommages matériels résultant des tests, à l'exception de ceux concernant le personnel du gouvernement britannique, que l'accord de l'Australie serait requis avant qu'un test puisse être effectué et que les autorités australiennes seraient tenues pleinement informées .
Le site de Maralinga devait être exploité comme installation conjointe, cofinancée par les gouvernements britannique et australien. Sa superficie couvrait 52 000 km2 dont 260 km2 pour la zone d'essais proprement dite. En tenant compte des économies réalisées par la simple relocalisation des bâtiments, magasins et équipements d'Emu Field, le coût de la base de Maralinga a été estimé à 1,9 million de livres australiennes (contre 3,6 millions de livres australiennes pour Emu Field). Le gouvernement britannique a apprécié l'aide financière australienne et la participation australienne a évité les critiques que la construction d'une base britannique sur le sol australien aurait produites. Il est aujourd'hui admis que la participation australienne impliquait l'accès à plus d'informations que dans l'opération Totem. L'accord a eu des implications sur les relations de la Grande-Bretagne avec les États-Unis. Le partage d'informations avec les Australiens rendrait plus difficile la réalisation de l'objectif ultime de la Grande-Bretagne, à savoir le rétablissement de la relation spéciale nucléaire en temps de guerre avec les États-Unis et l'accès aux informations relatives à la conception et à la fabrication d'armes nucléaires américaines .

### Construction de la base

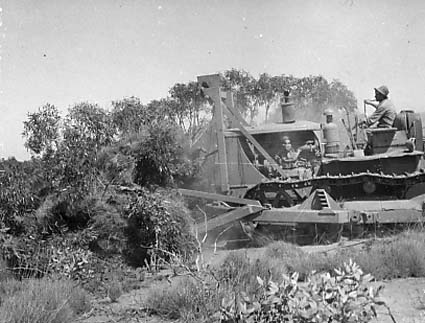
Fermeture d'une route d'accès temporaire de Watson à Tietkens Well.

Une ligne ferroviaire a été établie jusqu'à Watson, à environ 40 km à l'ouest d'Ooldea, et la piste allant de Beadell Watson à Emu est devenue la voie d'accès au site. Celui-ci s'étendait vers le nord jusqu'à la limite de la plaine de Nullarbor, sur des collines de sable et sur la chaîne de Leisler, un escarpement s'élevant à une altitude de 304 m couvert de mallee, de spinifex et de quandong. On a construit le quartier général du centre d'expérimentation que l'on a appelé « The Village » ainsi qu'une piste d'atterrissage de 1981 m. La piste a été prolongée vers le nord sur des collines de sable couvertes de broussailles jusqu'à la plaine de Teitkins. Un point de contrôle appelé « Roadside » a été établi afin de contrôler l'accès à la zone de mises à feu des bombes.
Le MoS britannique a engagé un consultant en ingénierie, le britannique Sir Alexander Sir Alexander Gibb & Partners, pour concevoir le centre d'essai et superviser sa construction. Les travaux ont été exécutés par le Kwinana Consle truction Group (KCG) dans le cadre d'un contrat en régie. L'entreprise venait de terminer la construction d'une raffinerie de pétrole près de Fremantle, et on espérait qu'elle pourrait commencer immédiatement le nouveau chantier. Malheureusement, le retard dans l'obtention de l'agrément du Cabinet a repoussé le début des travaux à la mi-1955. À cette date, la plupart de sa main-d'œuvre s'était déjà dispersée. La nécessité de recruter un nouveau personnel a entraîné des retards en cascade . Embaucher 1 000 personnes à partir de zéro dans un endroit aussi éloigné s'est avéré difficile, même si KCG offrait des salaires aussi élevés que 40 AU £ par semaine (soit 1417 AUD$ de 2018).
Pour construire le centre d'essai, le gouvernement australien a créé un groupe de travail composé de trois services. L'ingénieur en chef de l'armée australienne, le brigadier Ronald McNicoll, a désigné le major Owen Magee, commandant du Royal Australian Engineers, pour diriger le groupe de travail. Il a rejoint une équipe dirigée par le lieutenant-colonel John Blomfield, représentant du MoS Atomic Weapons en Australie. Il s'est rendu à l'Atomic Weapons Research Establishment (AWRE) à Aldermaston au Royaume-Uni afin de recevoir les plans de la base. Bien qu'incomplets, ceux-ci ont donné à Magee suffisamment d'informations pour évaluer la main-d'œuvre et les équipements nécessaires . Le projet comprenait l'érection de tours, l'implantation de supports d'instruments, le nivellement de 310 km de pistes, la pose de câbles de commande et de lignes électriques, la construction de bunkers ainsi que d'autres installations dispersées sur une surface de 207 km mais positionnées avec une précision de 30 cm. La main-d'œuvre ne put être entièrement réunie avant le 1er mars 1956 alors que les installations devaient être opérationnelles à la fin juillet.

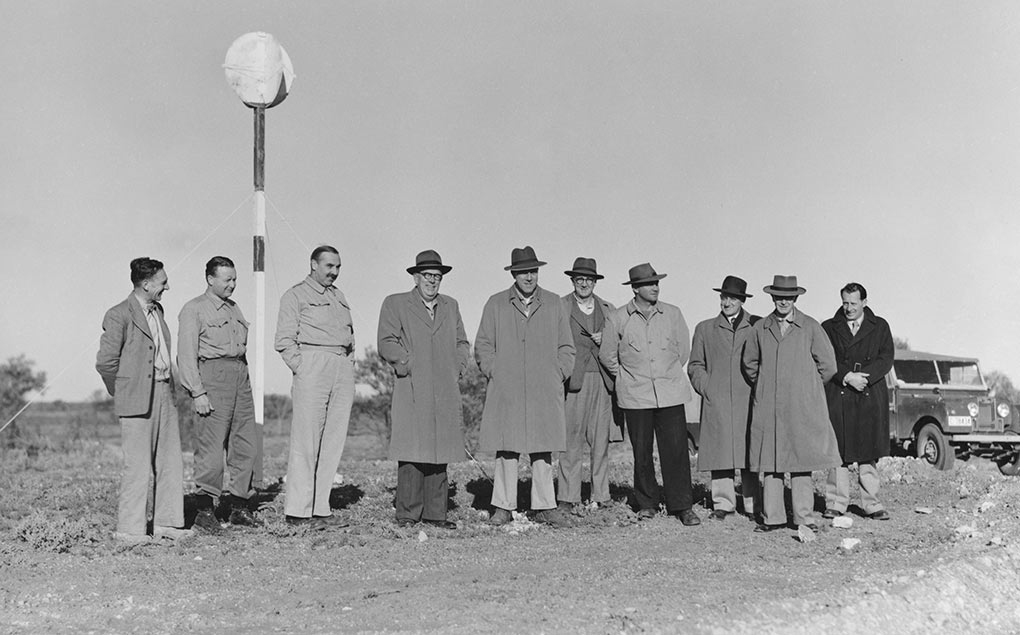
Le Comité Maralinga visite le site. Butement est le troisième à partir de la gauche.

Le groupe de travail a commencé à se réunir en février 1956. Il comprenait une section du Royal Australian Survey Corps, une troupe du 7th Field Squadron, des détachements de la Royal Australian Navy (RAN) et de la Royal Australian Air Force (RAAF), et un civil du ministère des Travaux publics et du Logement. Sa première tâche a été d'établir son propre camp, avec des tentes, des douches et des toilettes. Une équipe du South Australian Department of Mines a effectué des forages pour trouver de l'eau, celle-ci s'est avérée saumâtre. Deux unités de distillation par thermocompression de l'armée ont été installées pour fournir de l'eau buvable . Les travaux sur les installations elles-mêmes ont démarré lentement car KCG avait pris du retard . Certaines niveleuses devaient être utilisées de jour par KCG et de nuit par le groupe de travail, il a fallu en faire venir une d'Adélaïde. L'arrivée d'un détachement de 23 hommes de l'Unité de détection des radiations du Corps du Génie royal canadien a été anticipée pour qu'ils puissent participer à l'effort de construction . En juillet les approvisionnements en provenance du Royaume-Uni ont été retardés par une action de protestation au port d'Adélaïde ,.
Les travaux consistaient à poser, tester et enfouir 310 km de câble de commande. Chaque bobine de 490 m de câble pesait environ 1 tonne ce qui nécessitait qu'elles soient prépositionnées. Les tranchées ont été creusées par une charrue tirée par un tracteur Caterpillar D8. Dans certains cas le calcaire était trop dur pour la charrue et le câble a dû être enterré à l'aide d'une niveleuse afin de couvrir le câble à la hauteur requise. Une procédure similaire a été suivie pour la pose des 2400 m de câble d'alimentation. Quelque 1300 cadres d'échafaudage maintenus en place par 33000 tubes d'ancrage ont été montés pour l'installation des instruments. Des abris allant jusqu'à 45 m3 ont été excavés avec des explosifs et un marteau-piqueur relié à un compresseur de 10 m3/min monté sur un camion Bedford de 3 tonnes. Les explosifs se présentaient sous la forme de tubes de 2,3 kg de plastic fournis par le Bureau des ressources minérales de la région. La construction des bunker s'est bien déroulée et le groupe de travail a pu aider KCG pour ses travaux d'excavation de la fosse. Certaine abris devaient contenir des instruments contenant jusqu'à 3 m3 d'acier. Les faire entrer dans les trous était délicat car ils pesaient jusqu'à 30 tonnes. La plus grande grue Coles disponible avait une capacité de 25 tonnes. Il a fallu utiliser un bulldozer TD 24. La grue Coles a également été utilisée pour ériger les deux tours de tir de 30 m. Le béton a été fabriqué in situ, en utilisant le sable d'une carrière locale, du calcaire et de l'eau de forage. Les Canadiens ont érigé des hangars métalliques de type commercial qui ont été utilisés pour évaluer les dommages causés par le souffle. Un camp de tentes a été construit pour les observateurs au poste du dix-huitième kilomètre par le 23rd Construction Squadron .

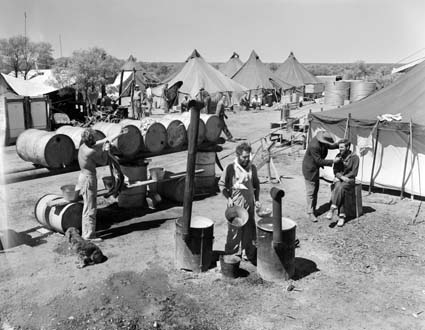
Station météo Giles en 1955. Les fûts de 44 gallons contiennent l'eau de forage.

Du fait des délais très courts, des conflits sont apparus entre Magee et le commandant de Woomera Range qui a tenté de détourner les sapeurs vers d'autres tâches. Magee a fait appel général de division Arthur Wilson, qui a a limogé le commandant du champ de tir. Le groupe de travail a achevé tous ses travaux le 29 juillet, deux jours avant la date prévue, bien que KCG ait encore quelques points à finaliser .
En 1959, le village de Maralinga comptait 750 logements et un service de restauration d'une capacité de 1 600 personnes. Il comprenait des laboratoires, des ateliers, des magasins, un hôpital, une église, une centrale électrique, un bureau de poste, une banque, une bibliothèque, un cinéma et une piscine. Il y avait aussi des terrains de tennis, de football australien, de cricket et de golf .

## Commission sur la sécurité des essais d'armes atomiques
Leslie Martin, la conseillère scientifique du ministère de la Défense, ne voyait pas de problème avec les tests prévus sur la base. Toutefois elle a demandé qu'un organisme permanent soit créé pour contrôler la sécurité des essais dans la mesure où la perspective d'essais nucléaires effectués à Maralinga inquiétait le monde entier, notamment au sujet des retombées radioactives  . La demande a été acceptée, et le secrétaire par intérim du département du Premier ministre et du Cabinet, Frederick Chilton, a proposé les noms de cinq scientifiques : Butement ; Martin; Ernest Titterton de l'université nationale australienne de Canberra ; Philip Baxter de la Commission australienne de l'énergie atomique ; et Cecil Eddy du Commonwealth X-ray and Radium Laboratory . Butement, Martin et Titterton avaient déjà été observateurs lors des tests de l'opération Mosaic et de l'opération Totem. Le ministère de la Défense préférait une commission à trois personnes, mais Menzies a estimé qu'un si petit comité n'inspirerait pas suffisamment la confiance du public et a accepté un groupe de cinq. L'absence d'un météorologue a été remarquée, et le directeur du Bureau de météorologie Leonard Dwyer a été ajouté par la suite . Le Comité de sécurité des essais d'armes atomiques (AWTSC) a été institué le 21 juillet 1955 .

## La question aborigène
Leslie Martin a déclaré au Parlement : « Aucune atteinte concevable à la vie, aux hommes ou aux biens ne pourrait résulter des tests ». Le site de Maralinga était habité par les peuples aborigènes Pitjantjatjara et Yankunytjatjara, pour lesquels il avait une grande valeur spirituelle. Ils y pratiquaient la chasse et la cueillette et s'y déplaçaient sur de longues distances par groupe d'environ 25 personnes entre établissements permanents et établissements ponctuels. Ils s'y réunissaient aussi pour des occasions particulières. La construction du chemin de fer trans-australien en 1917 avait bouleversé leurs schémas traditionnels de déplacement. Walter MacDougall avait été nommé officier de patrouille autochtone à Woomera le 4 novembre 1947 et avait la responsabilité de veiller à ce que les peuples autochtones ne soient pas lésés par le programme d'essais de fusées du LRWE. Il dépendait d'abord du ministère des Travaux publics et du Logement, mais avait été ensuite transféré au ministère de l'Approvisionnement en mai 1949. Au fur et à mesure que la portée des roquettes augmentait, la portée de ses patrouilles augmentait également, passant de 576 km en octobre 1949 à 3486 en mars et avril 1952 .
Walter MacDougall a déclaré que sa tâche avait été mal évaluée par ses supérieurs qui ne lui ne lui avaient pas fourni de véhicule personnel pendant trois ans .
MacDougall a estimé à 1 000 personnes le nombre d'aborigènes vivant dans la réserve d'Australie centrale s'étendant jusqu'à la frontière avec l'Australie-Occidentale . Il a indiqué que les autochtones ne souhaitaient pas révéler leurs secrets (emplacement des points d'eau et des sites sacrés). Il se souciait de leur sécurité et tenait à les éloigner du site de test. Pour cela, il employa trois stratégies. La première a consisté à supprimer les incitations à s'y rendre telles que la distribution de rations alimentaires à la mission Ooldea et dans les missions environnantes ; il les fit donc fermer. La mission Ooldea a été fermée en juin 1952 et la réserve a été supprimée en février 1954. Les habitants ont été déplacés vers une nouvelle colonie à Yalata, mais de nombreux objets rituels avaient été cachés ou abandonnés. De nombreux habitants ont préféré leur désert et sont retournés sur leurs terres traditionnelles. Une tactique plus efficace a consisté à les effrayer. On leur a dit que le désert était habité par des wanampi, de dangereux esprits serpents arc-en-ciel qui vivaient dans des avens de la région. Le bruit des essais nucléaires a été attribué à wanampi, tout comme les dangers des radiations ,. La décision d'établir la station météorologique Giles dans les Rawlinson Ranges a été une source de problèmes car elle se trouvait en dehors de la juridiction de MacDougall. Située juste de l'autre côté de la frontière, en Australie-Occidentale, la législation y était différente et les aborigènes avaient peu de contacts avec les Blancs. Un autre poste d'officier de patrouille a été créé, doté de pouvoirs donnés par la loi de 1954 sur le bien-être des autochtones d'Australie-Occidentale ; il a été donné à Robert Macaulay, un diplômé de l'université de Sydney.

## OpérationBuffalo

### Programme et objectif
L'opération Buffalo a été la première série d'essais nucléaires menée à Maralinga et la plus importante jamais organisée en Australie . Le programme de la série, initialement nommé Thêta, a commencé en 1954. Il devait se dérouler en avril et mai 1956, mais a il été repoussé à septembre et octobre, quand les conditions météorologiques ont été plus favorables. En définitive, tous les tests effectués sur le continent australien ont été faits à cette période de l'année. Le plan de 1954 de l'opération Thêta prévoyait quatre essais avec un objectif différent pour chacun .
La première bombe nucléaire du Royaume-Uni, la Blue Danube, était grosse et encombrante. Elle mesurait 7,30 m de long par 1,5 m de large et son poids s'élevait à 4 500 kg , de sorte que seuls les bombardiers V de la Royal Air Force (RAF) pouvaient la transporter . En novembre 1953, la RAF et la Royal Navy ont rédigé la recommandation opérationnelle OR.1127, réclamant une arme plus petite et plus légère avec un rendement similaire qui pourrait être transportée par des avions tactiques . Une deuxième demande de bombe légère est apparue en juillet 1954 quand le gouvernement britannique a décidé de lancer le programme britannique de bombes à hydrogène . Les bombes à hydrogène nécessitaient utilisaient une bombe A comme amorce. On en a incorporé une dans la structure de la bombe à hydrogène britannique appelée Green Granite .
Pour répondre à cet objectif, Aldermaston a développé une nouvelle ogive appelée « Red Beard » deux fois moins grande que la Blue Danube. L'innovation principale a consisté à isoler le cœur en plutonium du tampon en uranium par un espace vide d'air . Au lieu que le cœur soit directement à l'intérieur du tampon, on a aménagé un espace vide entre les deux, le cœur étant suspendu à des fils minces. Cela permetait au percuteur de prendre plus d'élan avant de frapper le noyau. Le concept avait été développé par le projet Manhattan en 1945 et 1946 et permettait de réduire à la fois la taille du noyau et la quantité d'explosifs nécessaires pour sa compression .
Le premier essai du programme portait sur la bombe Red Beard. La recommandation OR.1127 exigeait aussi que l’engin ait des rendements variables, ce qu'Aldermaston a tenté de faire avec à l'ajout de petites quantités de matière thermonucléaire, méthode connue sous le nom de « boosting » (renforcement). Une tour de 91 m a été construite à Maralinga pour un essai d'arme renforcée dans le cas où la quantité de deutérure de lithium ne pourrait pas être produit à temps pour le test de l'opération Mosaic G2. La quantité s'est avérée disponible et le test G2 s'est déroulé comme prévu. Divers essais sur les effets des armes nucléaires ont été envisagés, mais le seul vraiment intéressant était celui de l'explosion au sol. On savait que l'explosion au sol produisait plus de retombées et moins d'effets que les explosions aériennes Les Américains l'avait donc éludée, mais un tel test pouvait donner des informations utiles que le Royaume-Uni pourrait échanger avec eux. Un essai au sol a donc été prévu au programme. Le quatrième test était un test opérationnel. Alors que le l'ensemble technique de Blue Danube avait été testé, on n'avait pas encore testé l'engin sous sa forme opérationnelle. Ce test a donc été inclus dans le programme de l’opération Buffalo .

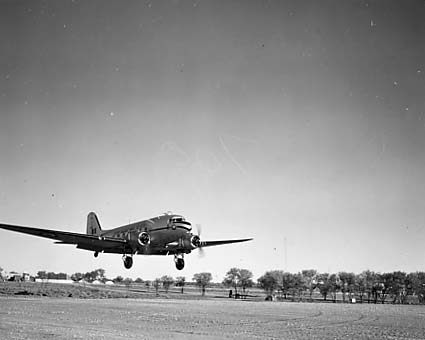
Un DC3 atterrit sur la piste d'atterrissage de Maralinga

L'exécutif interministériel des essais atomiques à Londres était présidé par le lieutenant-général Sir Frederick Morgan. Celui-ci avait la responsabilité simultanée de l'opération Mosaic et de l'opération Buffalo et siégeait à l'exécutif Mosaic (Mosex) et à l'exécutif Buffalo (Buffalex) . Sir William Penney a été nommé directeur scientifique de l'opération Buffalo, avec comme adjoint Roy Pilgrim, le chef de la division des essais d'Aldermaston. Le capitaine de groupe Cecil (Ginger) Weir a été nommé commandant de la force opérationnelle  . La planification a été achevée en juin 1956. Tous les tests étaient prévus pour 07h00, heure normale du Centre, à l'exception du largage aérien . Environ 1 350 personnes devaient être présentes parmi lesquelles 200 scientifiques d'Aldermaston et de Harwell, ainsi que 70 d'autres départements britanniques, 50 Canadiens et 30 Australiens. Il y aurait 500 membres du personnel de la RAF et de la RAAF et 250 militaires de l'armée australienne pour la gestion du camp. Les observateurs comprendraient aussi des hommes politiques, des journalistes et six responsables américains , parmi lesquels le général de division Leland S. Stranathan du projet d'armes spéciales des forces armées, Alvin C. Graves du laboratoire scientifique de Los Alamos, Frank H. Shelton des laboratoires Sandia et le brigadier général John G. Shinkle du Polygone d'essais de missile de White Sands.

### Essai N°1:One Tree

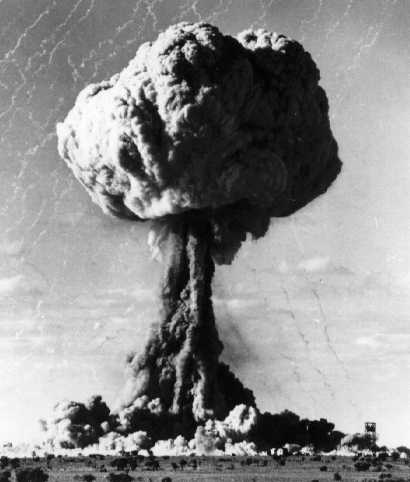
Essai nucléaire Buffalo R1 / One Tree

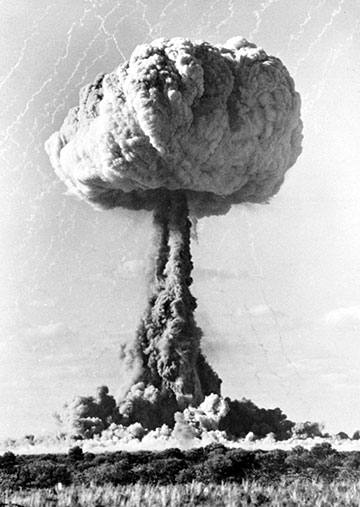
Essai nucléaire Buffalo R2/Marcoo

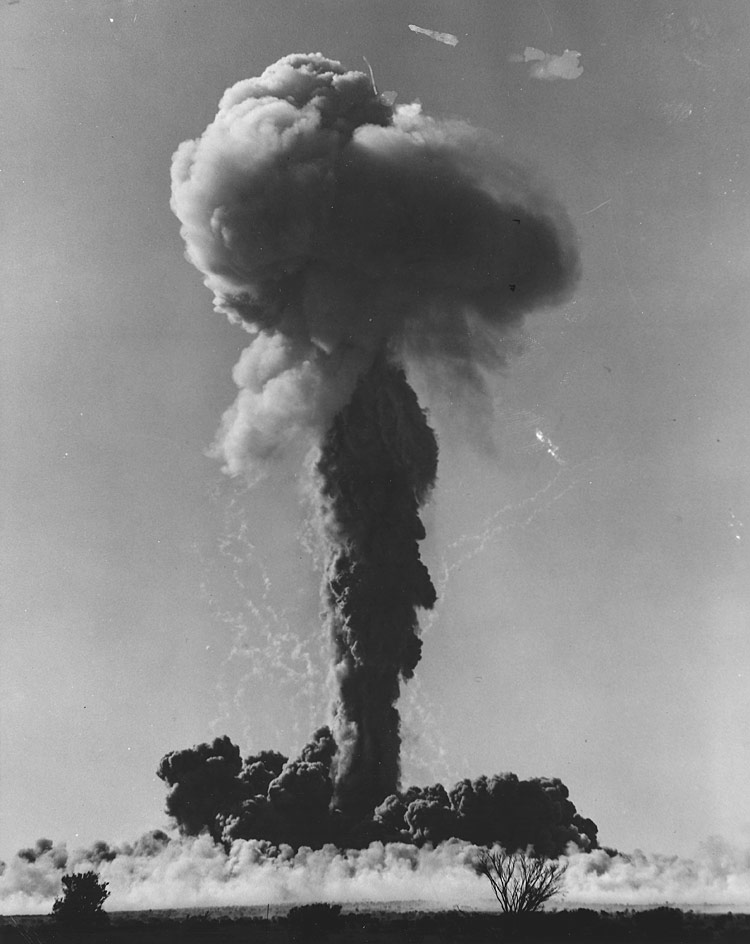
Essai nucléaire Buffalo R3 / Kite

Le premier essai, baptisé One Tree (un arbre), était prévu pour le 12 septembre, il portait sur la bombe Red Beard placée sur une tour. C'était le principal essai médiatisé. Butement, Dwyer, Martin et Titterton de l'AWTSC étaient présents, et Beale est arrivé de Canberra avec une délégation de 26 hommes politiques. Malheureusement les conditions météorologiques étaient défavorables et l'essai a dû être reporté.Le calendrier a été rectifié pour permettre un essai le matin ou le soir . Après quelques jours de météo défavorable, il a été remis au 23 septembre. Une fois de plus des hommes politiques étaient invités mais sont repartis déçus. Penney s'est trouvé embarrassé car, dans la mesure où le site de Maralinga devait être utilisé pendant de nombreuses années, on ne pouvait faire fi des préoccupations australiennes sur la sécurité ; d'autre part, il était urgent que Red Beard soit testée pour le déroulement de l'opération Grapple qui avait pour but de tester la bombe à hydrogène britannique. Au Royaume-Uni on se posait la question de savoir laquelle des deux opérations était la plus importante. Willis Jackson plaidait pour Buffalo et Bill Cook pour Grapple. Le point de vue de Jackson a prévalu : Grapple serait reporté si besoin était .
Les journalistes australiens ont critiqué ces annulations. Certains disaient que les retards avaient causé la mort de troupeaux qui avaient contracté la babésiose en attendant un navire retardé par les tests. On évoquait le coût des retards qui se serait élevé jusqu'à 10 000 livres australiennes et on doutait de la pertinence du site de Maralinga. L'essai a fini par être effectué à 17h00 le 27 septembre sans invités politiques. Les conditions étaient convenables mais pas idéales . Il aurait été préférable que le vent soit plus orienté au sud et qu'il y ait ait plus de cisaillement au-dessus de 4 572 m. Les conditions dominantes laissaient prévoir un couloir de retombées long et étroit, plus concentré sur la ville de Coober Pedy, située à 317 km.
Certains observateurs ont été surpris de ne rien entendre sur le coup ; l'onde sonore n'est arrivée que quelques secondes plus tard. La puissance de l'explosion a été estimée à 16 kt de TNT . Le nuage s'est élevé à 11 400 m, beaucoup plus haut que prévu . Après environ huit minutes, un bombardier Canberra a traversé le nuage pour recueillir des échantillons. Un nuage secondaire s'est formé entre 5 et 7 000 m et a dérivé vers l'Est. Le nuage principal a traversé la côte Est vers 11h00 le 28 septembre, suivi par le nuage secondaire 12 à 18 heures plus tard. La pluie du 29 septembre a déposé des retombées entre Brisbane dans le Queensland et Lismore en Nouvelle-Galles du Sud.

### Essai N°2:Marcoo
L'essai suivant avait pour nom de code « Marcoo ». Il s'agissait d'un test au sol effectué avec un engin de faible puissance nommé « Blue Danube ». L'essai avait été développé conjointement entre Britanniques et Américains par la British Joint Staff Mission à Washington dans l'espoir que le partage des résultats conduirait à une meilleure coopération. Les Américains s'étaient montrés suffisamment intéressés pour proposer l'utilisation d'instruments et de personnel américains. Craignant de divulguer trop d'informations, les Britanniques n'acceptèrent que l'instrumentation. Ce jour-là, la météo était favorable. La bombe a été placée dans une fosse de béton . L'avion amenant Beale et les officiels a été retardé à Canberra par le brouillard et n'est arrivé à Maralinga qu'à 15h40, ce qui les obligea à se précipiter sur la plate-forme d'observation dès l’atterrissage. L'explosion a eu lieur à 16h30, sa puissance était de 1,5 kt de TNT , elle a laissé un cratère de 49 m de large et de 12 m de profondeur. Les retombées ont traversé la côte Est 25 à 30 heures après la détonation .

### Essai N°3:Kite

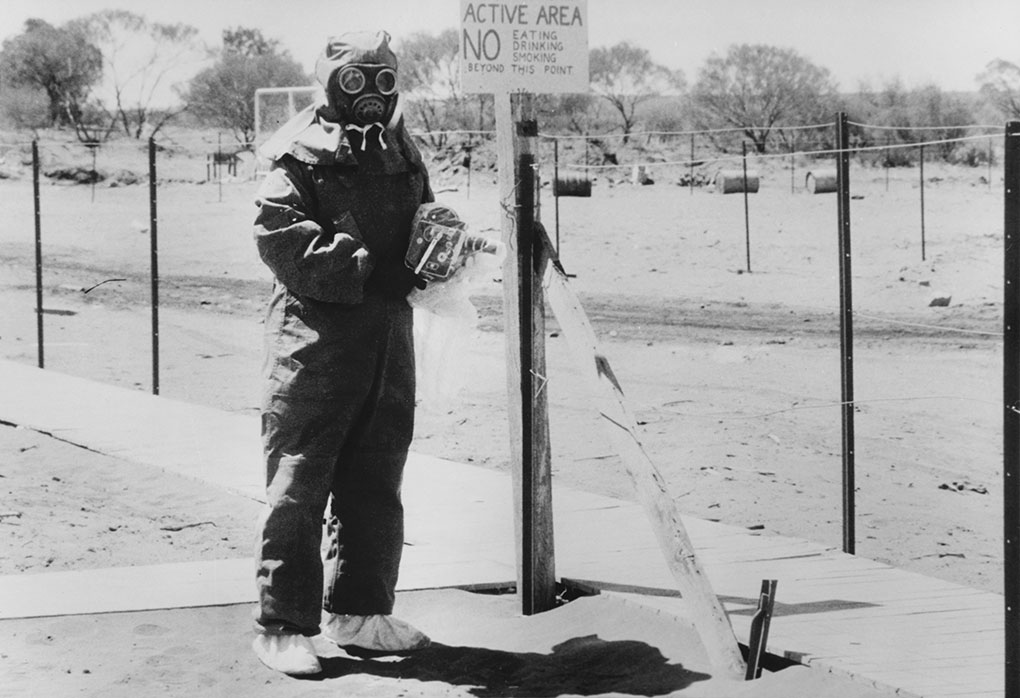
John L Stanier à Maralinga en combinaison de protection avec un appareil photo protégé dans une housse en plastique spéciale

Le troisième essai appelé « Kite » (cerf-volant) a consisté au largage aérien d'une bombe à faible puissance Blue Danube. Ce largage aérien devait être le dernier essai de la série Buffalo, mais après l'essai Marcoo, Penney a décidé de changer l'ordre des deux derniers essais . L'essai par largage aérien était le test le plus risqué car les scénarios extrêmes envisageaient la défaillance des fusibles radar et l'explosion de la bombe lors de l'impact au sol, ce qui aurait entraîné de graves conséquences. La RAF a donc mené une série de largages d'entraînement avec des bombes classiques . En définitive, et compte tenu des inquiétudes de l'AWTSC quant aux dangers que présentait une bombe de 40 kt de TNT, on a préféré prendre une bombe Blue Danube de 3 kt contenant moins de matière fissile. Titterton et Dwyer étaient sur place pour le tir .
Le 11 octobre 1956, un Vickers Valiant du 49e Escadron de la RAF est devenu le premier avion de la RAF à larguer une bombe atomique réelle. Celle-ci a explosé à 15h27 à la hauteur de 150 m, sa puissance s’élevait à 3 kt de TNT. Le pilote, le chef d'escadron Edwin Flavell, et l'artilleur, le lieutenant d'aviation Eric Stacey, ont reçu la croix de l'Armée de l'Air  lors des New Year Honours de 1957 . Les retombées ont été réduites . Deux nuages se sont formés, un à basse altitude à environ 2 100 m qui a libéré toutes ses matières radioactives à l'intérieur de la zone interdite, et un autre à 3 700 m qui a déposé une quantité négligeable de retombées sur l'Australie-Méridionale, le Victoria et la Nouvelle-Galles du Sud .

### Essai N°4:Breakaway
Le dernier essai, appelé « Breakaway » (Échappée), portait sur une bombe Red Beard renforcée. Le tir a été effectué à partir d'une tour de 30 m. Une nouvelle fois, la météo était défavorable et le tir dû être repoussé du 18 au 22 octobre. L'explosion a eu lieu à 00h05 le 22 octobre, avec une puissance d'environ 10 kt de TNT . Comme pour les essais précédents, les retombées ont été mesurées à l'aide de papier collant, de dispositifs d'échantillonnage de l'air et de prélèvements d'eau effectués dans les précipitations et les réservoirs. Le nuage a été suivi par un Douglas DC-4 de Trans Australia Airlines (TAA) détourné de sa trajectoire de vol . Le nuage a atteint 11 000 m d'altitude et s'est rapidement dispersé entre Darwin dans le Territoire du Nord et Newcastle en Nouvelle-Galles du Sud. Les relevés au sol les plus élevés se situaient à Ingomar (Australie-Méridionale), à environ 310 km du site.

### Tableau récapitulatif
| Nom de code | Date et heure (UTC)     | Heure locale            | Localisation                                                                          | Altitude + hauteur | Mode de tir    | Objectif              | Bombe       | Puissance en kt de TNT | Références |
| ----------- | ----------------------- | ----------------------- | ------------------------------------------------------------------------------------- | ------------------ | -------------- | --------------------- | ----------- | ---------------------- | ---------- |
| 1/One Tree  | 27 septembre 1956 07:30 | 17h00 ACST (9.5 heures) | Maralinga Range (Australie-Méridionale) 29°52′08″S 131°39′33″E / 29.8688°S 131.6593°E | 180 m + 31 m       | Tour           | Développement d'armes | Red Beard   | 15 kt                  | [ 82 ]     |
| 2/Marcoo    | 4 octobre 1956 07:00    | 16h30 ACST(9.5 heures)  | Maralinga Range (Australie-Méridionale) 29°52′54″S 131°37′29″E / 29.8818°S 131.6247°E | 180 m + 0,2 m      | Sol            | Effets                | Blue Danube | 1.5 kt                 | [ 82 ]     |
| 3/Kite      | 11 octobre 1956 05:57   | 15:27 ACST (9.5 heures) | Maralinga Range (Australie-Méridionale) 29°53′21″S 131°39′29″E / 29.8892°S 131.6581°E | 180 m + 150 m      | Largage aérien | Développement d'armes | Blue Danube | 3 kt                   | [ 82 ]     |
| 4/Breakaway | 21 octobre 1956 14:35   | 00:05 ACST(9.5 heures)  | Maralinga Range (Australie-Méridionale) 29°53′35″S 131°36′17″E / 29.8931°S 131.6047°E | 190 m + 31 m       | Tour           | Développement d'armes | Red Beard   | 10 kt                  | [ 82 ]     |

## OpérationAntler

### Programme et objectif
En juillet 1956, la crise du canal de Suez a considérablement dégradé les relations américano-britanniques. La perspective de pouvoir utiliser les installations américaines s'évanouissait. Le 20 septembre 1956, le haut-commissaire britannique a informé Menzies que le Royaume-Uni avait l'intension de procéder à des essais mineurs entre mars et octobre 1957 puis d'effectuer une nouvelle série d'essais majeurs en septembre et octobre. La période d'activité devait donc s'étendre sur la majeure partie de l'année. 228 personnes seraient nécessaires toute l'année, il en faudrait 354 de mars à juillet et 400 de juillet à octobre. Le nom de code « Sapphire » a été d'abord attribué à la série d'essais de 1957, mais la RAF a fait remarquer que ce nom de code avait déjà été attribué au moteur d'avion Armstrong Siddeley Sapphire . En définitive, le nom choisi a été « Antler ».

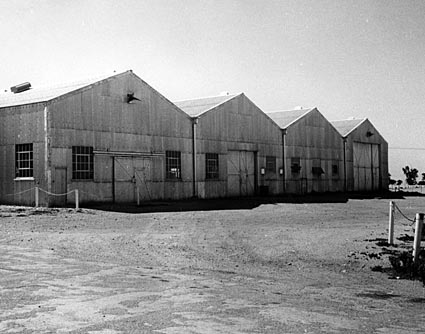
Ateliers sur le site d'essais nucléaires de Maralinga.

Lors de la réunion de l'AWTSC du 7 décembre 1956, Martin a proposé la création d'un comité de sécurité. Il serait présidé par Titterton, avec Dwyer et D.J. Stevens du Commonwealth X-ray and Radium Laboratory . Il aurait en charge la sécurité des essais nucléaires, tandis qu'un comité consultatif national sur les radiations (NRAC) s'occuperait de la santé publique en général. Cette démarche témoignait de l'inquiétude croissante de la communauté scientifique et du grand public face aux effets des essais d'armes nucléaires dans l'atmosphère (aussi bien en Australie que dans le monde). Les appels à une interdiction des essais se faisaient d'ailleurs plus nombreux  bien que l'opération Buffalo n'ait eu que peu d’écho dans le monde. Le gouvernement britannique a rejeté les appels à un moratoire sur les essais. En mars 1957, lors des pourparlers américano-britanniques aux Bermudes, il a annoncé qu'il poursuivrait les essais sur les bombes à hydrogène avec l'opération Grapple. La proposition de Martin a été acceptée et la composition du nouveau NRAC a été annoncée le 7 juillet 1957. John Moroney a été nommé secrétaire pour les deux comités. L'AWTSC relevait toujours du ministre de l'Approvisionnement, tandis que le NRAC relevait directement du premier ministre.
La bombe à hydrogène britannique n'a pas été validée par les premiers essais de l'opération Grapple. Cela a bouleversé le programme de l'opération Antler. À la mi-juin 1957, le programme de l'opération comprenait les essais de sept engins : une ogive sol-air appelée Blue Fox, une petite ogive appelée Pixie, quatre versions différentes de Red Beard et une sphère conçue pour tester le principe du rayonnement.d'une implosion. Initialement, il était prévu de tester Blue Fox (rebaptisé plus tard Indigo Hammer) sous la forme renforcée et sous la forme non renforcée. Les résultats décevants du renforcement on fait abandonner cette solution. La bombe Pixie était petite et très léger (110 kg). L'ogive avait un noyau de plutonium permettant une utilisation avec le missile Seaslug de la Royal Navy. L'inconvénient était qu'il fallait autant de plutonium pour une Pixie que pour deux Red Beards, et que le plutonium était rare et cher. En février 1957, les autorités australiennes ont été informées qu'il y avait six projets d'essais dont la puissance irait jusqu'à 80 kt et que trois utiliseraient des ballons.
Le Royaume-Uni avait acquis une très bonne maîtrise des ballons de barrage pendant la Seconde Guerre mondiale, toutefois, utiliser des ballons pour transporter des ogives à une altitude plus élevée que celle d'une tour était une innovation. L'utilisation de ballons dans l'opération Antler a permis de supprimer la construction des tours et de réutiliser le même site de test. L'économie était double : suppression des frais de construction des tours et suppression des frais de construction des sites avec l'instrumentation et la pose de câbles. Autre avantage, alors que les explosions à basse altitude aspiraient la poussière radioactive du sol contaminé et les résidus de la tour vaporisée, une explosion à haute altitude ne répandait que les matières radioactives de la bombe elle-même, ce qui était beaucoup moins sale. Tout en admettant ces avantages, l'AWTSC craignait qu'un ballon s’échappe avec à son bord une bombe atomique opérationnelle. Bill Saxby, J.T. Tomblin d'Aldermaston et un expert en ballon de la RAF ont visité le site d'essai du Nevada afin observer comment les Américains opéraient avec les ballons. Ils ont suggéré à Titterton de visiter également le site du Nevada. Des procédures de sécurité incluant l'abattage des ballons en cas d'urgence ont été mises au point. Titterton et Beale ont alors donné leur accord pour l'utilisation des ballons.

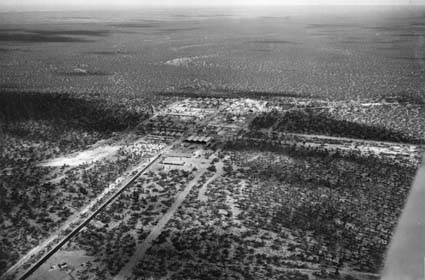
Le village de Maralinga vu du nord-est

En juillet 1957, les autorités britanniques ont indiqué au gouvernement australien que l'opération Antler se limiterait à trois essais : deux essais sur tour de 1,5 kt et 3 kt, nommés respectivement Tadje et Biak, et un essai sur ballon de 20 kt appelé Taranaki . La suppression des essais avec Red Beard a permis de maintenir au calendrier l'essai Pixie. Celui-ci a été renommé par la suite « Tadje ». Le troisième essai porterait sur une bombe Red Beard dotée d'un noyau composite uranium-plutonium, configuration qui n'avait pas encore été testée alors que les bombes Red Beard avec un noyau de plutonium pur étaient déjà entrées en production.
Charles Adams a été nommé directeur des essais, il avait J.A.T. Dawson comme adjoint et J.T. Tomblin comme surintendant. l'Air commodore W.P. Sutcliffe commandait les services avec le capitaine de groupe Hugh Disney qui avait la charge de la composante RAF. C'était de loin la plus importante des trois parties du service, avec 31 avions et environ 700 hommes, dont un détachement de ballons de 70 hommes. La plupart des avions étaient basés sur la base RAAF d'Édimbourg près d'Adélaïde mais les Avro Shackletons étaient basés sur la base RAAF de Pearce près de Perth (Australie-Occidentale). On comptait 170 hommes répartis dans 22 groupes scientifiques, dont 39 Australiens et 17 Canadiens. 450 australiens et britanniques formaient l'unité de soutien de Maralinga Range (MARSU) Ils étaient placés sous le commandement du colonel R. Durance de l'armée australienne. Celui-ci a été remplacé par le colonel G.D. Solomon en 1959, par le colonel J.K. Lynch en 1961, par le colonel W.G. Henderson en 1962, par le colonel A.F. Swinburne en 1963, et enfin par le colonel J.G. Ochiltree en 1964.
L'expérience acquise lors de l'opération Buffalo a permis d'optimiser les procédures d'essais. La mise en place d'un essai avec tour ne prenait plus que six heures et celle pour un test par ballon n'en prenait plus que huit. On pouvait ainsi profiter rapidement de conditions météo favorables bien que passagères. On a invité des observateurs appartenant à toutes les pays ayant des accords de défense avec la Grande-Bretagne, notamment ceux appartenant à l'OTAN ; quatorze ont accepté. L'Australie a envoyé 24 observateurs et 20 médias différents ont été également accueillis.

### Essai N° 1:Tadje
Le premier essai, appelé Tadje, était d'abord prévu le 12 septembre 1957, il a été reporté au 13 puis au 14 septembre pour des raisons météorologiques. Le tir a eu lieu à 14h35 dans des conditions météorologiques presque idéales. La puissance de l'engin était d'environ 1,5 kt. Le nuage s'est élevé à 2900 m, un peu plus haut que prévu, et s'est dirigé vers le nord  . Dans ce test, on a utilisé des pastilles de cobalt 60 comme traceur afin d'évaluer la puissance . Cela a alimenté des rumeurs selon lesquelles la Grande-Bretagne avait développé une bombe au cobalt. Le personnel du champ de tir a retrouvé les pastilles éparpillées dans la nature. Personne n'avait pas été informé de leur utilisation et c'est Harry Turner, le représentant australien pour la santé physique (AHPR), qui a découvert leur nature par hasard. Le seul membre de l'AWTSC qui était informé de l'utilisation du cobalt était Titterton. Il n'a donné l'information à personne, pas même à Turner. Le personnel a manipulé ces pastilles a été exposé aux radiations du cobalt-60.

### Essai N° 2:Biak
Le deuxième essai, appelé Biak, était prévu pour le 21 septembre, mais la pluie a obligé l'AWTSC a annuler le tir. Les météorologues prédisaient une courte amélioration le lendemain, mais avec du brouillard matinal. Le brouillard s'est dissipé vers 03h30 et il a été décidé d'effectuer le tir à 10h00 bien que les prévisions indiquaient qu'il y aurait des retombées sur le site d'essai de Taranaki. La puissance a été d'environ 6 kt comme prévu, mais le nuage est monté beaucoup plus haut : 7 300 m au lieu des 4 300 m, avec un nuage secondaire à 4 600 m . Les conditions météorologiques étaient bonnes, mais comme on le craignait, des retombées se sont déposées sur le site de Taranaki .

### Essai N° 3:Taranaki
Alors que les essais Tadje et Biak étaient tirés depuis des tours, l'essai Taranaki a été effectué à partir d'un ballon. Un contrat a été passé pour des ballons de 3 100 m3 , mais il est vite devenu clair qu'ils ne pourraient pas être produits à temps, on s'est donc rabattu sur des ballons de 2 000 m3 semblables à ceux du projet Blue Joker. Ceux-ci pouvaient supporter des charges allant jusqu'à 4 000 kg avec des vents allant jusqu'à 60 km/h, mais il en fallait trois pour soulever une bombe au lieu de deux. En février 1957, des essais sur le terrain ont eu lieu à RAF Cardington dans le Bedfordshire. On en a expédié douze à Maralinga. Les ballons gonflés n'ont pas été remisés dans des hangars comme à Cardington, mais amarrés à l'air libre. Le 4 septembre, une tempête a frappé Maralinga, avec des éclairs et des rafales de vent allant jusqu'à 70 km/h ; trois ballons ont été incendiés et complètement détruits. Adams a demandé qu'un autre ballon et un gréement de rechange soient expédiés du Royaume-Uni.
L'essai Taranaki était d'abord prévu pour le 7 octobre, mais des vents élevés en altitude ont imposé un report. Il a finalement été décidé de faire le tir le 9 octobre à 16h15. La puissance était d'environ 26.6 kt, un peu plus fort que prévu, mais le nuage est monté à 7000 m avec un nuage secondaire se formant à 3 000 m, ce qui était bien inférieur aux 8 600 m attendu. Le gouvernement australien n'ayant pas fixé de limites aux retombées et l'AWTSC a accepté les recommandations du NRAC. La conséquence a été que les limites autorisées étaient le double de celles fixées pour les essais de l'opération Buffalo. À la suite de l'explosion, la boule de feu n'a pas touché le sol et les retombées ont été limitées en volume et en étendue . L'utilisation de ballons s'est finalement révélée beaucoup plus difficile que prévu, mais les avantages escomptés ont été atteints. Les ballons seront ensuite utilisés avec succès dans les essais de l'opération Grapple sur l'île Christmas dans le Pacifique .

### Tableau récapitulatif
| Nom de code | Date + heure (UTC)      | Heure locale            | Localisation                                                                          | Altitude + hauteur | Mode de tir | Objectif              | Bombe                          | Puissance en kt de TNTPuissance en kt de TNT | Références |
| ----------- | ----------------------- | ----------------------- | ------------------------------------------------------------------------------------- | ------------------ | ----------- | --------------------- | ------------------------------ | -------------------------------------------- | ---------- |
| 1/Tadje     | 14 septembre 1957 05:05 | 14h35 ACST (9.5 heures) | Maralinga Range (Australie-Méridionale) 29°52′08″S 131°39′33″E / 29.8688°S 131.6593°E | 180 m + 31 m       | Tour        | Développement d'armes | Pixie (Lutin)                  | 930 t                                        | [ 82 ]     |
| 2/Biak      | 25 septembre 1957 00:30 | 10h00 ACST (9.5 heures) | Maralinga Range (Australie-Méridionale) 29°52′08″S 131°39′33″E / 29.8688°S 131.6593°E | 180 m + 31 m       | Tour        | Développement d'armes | Indigo Hammer (Marteau Indigo) | 6 kt                                         | [ 82 ]     |
| 3/Taranaki  | 9 octobre 1957 06:45    | 16h15 ACST (9.5 heures) | Maralinga Range (Australie-Méridionale) 29°52′08″S 131°39′33″E / 29.8688°S 131.6593°E | 180 m + 300 m      | Ballon      | Développement d'armes | Red Beard (Barbe Rouge)        | 26.6 kt                                      | [ 82 ]     |

## Essais mineurs

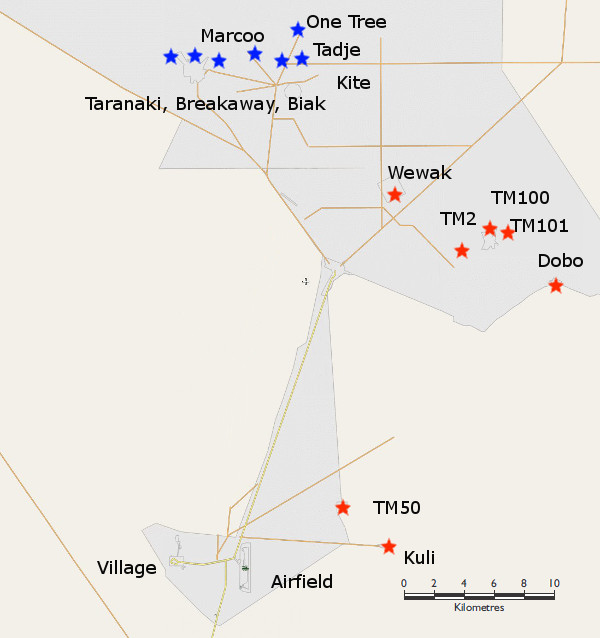
Carte du site de Maralinga, avec les principales zones d'essais (bleu) et les zones d'essais mineurs (rouge)

En plus des 7 essais majeurs, ce sont 550 essais mineurs qui ont été effectués entre 1953 et 1963. Ces expériences étaient appelées « essais sous-critiques » car elles impliquaient des armes nucléaires, ou certains de leurs composants, sans qu'il y ait d'explosion nucléaire. Les quatre séries d'essais mineurs portaient les noms de code de Kittens, Tims, Rats et Vixens et comportaient des expériences avec du plutonium, de l'uranium, du polonium et du béryllium . Ils ont été appelés « Essais Mineurs » (Minor Trials) jusqu'en octobre 1958, date à laquelle ils ont été renommés « Tests d'évaluation » (Assessment Tests) . Le changement de nom a été effectué à la suite du moratoire international sur les essais nucléaires, qui a débuté le 31 octobre 1958. On craignait que l'expression Essais Mineurs fasse croire à de petites explosions nucléaires. Pour le gouvernement britannique, les essais mineurs n'étaient pas couverts par le moratoire, point de vue soutenu par les Américains qui ont poursuivi leur propre programme. Néanmoins, le gouvernement britannique a supprimé toutes les expressions « essais » à Maralinga, y compris les essais mineurs. Le nouveau nom n'a été utilisé que jusqu'en décembre 1959 avant d'être à nouveau changé en Programme expérimental Maralinga , car le terme « essai » était encore considéré comme trop évocateur d'un essai nucléaire .
Alors que les essais majeurs ont été effectués de façon publique, la réalisation des essais mineurs s'est faite de façon plus secrète, surtout après 1958. À l'époque, le gouvernement britannique souhaitait rester discret lors des pourparlers à Genève qui ont aboutit au Traité d'interdiction partielle des essais nucléaires de 1963 . Les essais mineurs ont été planifiés et réalisés par les autorités britanniques avec peu ou pas de participation australienne, sauf pour le soutien logistique. Le gouvernement britannique a soumis des propositions d'essais à l'AWTSC, mais son rôle se limitait à conseiller le gouvernement australien sur l'opportunité d'approuver la série d'essais. Contrairement aux essais majeurs, il n'avait pas le droit d'opposer son veto à un essai mineur spécifique. Après 1960, les propositions devaient également être renvoyées à Martin dans son rôle de conseiller scientifique de la défense australienne. La sûreté radiologique était la responsabilité de l'AHPR. En définitive, les essais mineurs ont eu un impact environnemental à long terme beaucoup plus important que les essais majeurs, bien que ces effets aient été limités aux zones d'essais.

### SérieKittens
Les armes nucléaires utilisent un générateur de neutrons capable de produire une salve de neutrons destinée à « démarrer » la réaction nucléaire en chaîne au bon moment. Ceux-ci fonctionnaient en mélangeant du polonium-210 et du béryllium. Le polonium-210 est un émetteur de particules alpha ayant une demi-vie de 138 jours. Les particules alpha du polonium provoquent l'émission de neutrons par le béryllium. Les essais Kitten (Chaton) étaient des expériences menées dans le cadre du développement des amorceurs neutroniques.
Cinq tests ont été effectués sur le site K à Emu Field, à environ 13 km du site d'essai de l'opération Totem les 26 et 30 septembre et les 6, 14 et 17 octobre 1953 . Ces expériences ont dispersé environ 36 g de béryllium et 407 Curies de polonium-210 dans la zone d'expérimentation. La plupart de la pollution était concentrée dans un rayon de 12 m mais certains débris ont été projetés jusqu'à 370 m de distance. Toute la pollution se trouvait à l’intérieur de la zone réglementée.

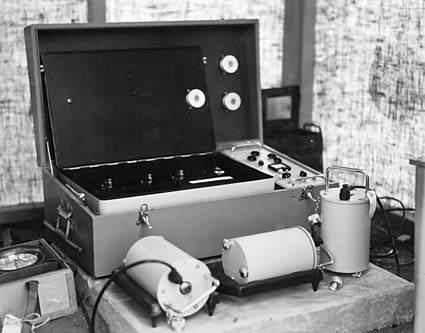
Opérations Kittens et Tim – Camp des 43 milles – Instrumentation

Grâce à ces essais il a été possible de concevoir une nouvelle génération de générateurs neutroniques, plus petits et plus simples, que les scientifiques étaient impatients de tester. Un site d'essai du Royaume-Uni était apte à ces essais ce qui aurait permis d'économiser du temps et de l'argent. Omond Solandt a évoqué la possibilité d'en utiliser un en Alberta (Canada). Il a aussi été envisagé d'utiliser le champ de tir de l'île Foulness, où l'AWRE testait les composants explosifs conventionnels des armes nucléaires, mais le 7 avril 1954, le lord président du Conseil, le marquis de Salisbury, a informé la Chambre des lords que « sur le site de Foulness, aucune explosion nucléaire n'a été ou ne sera faite, et aucune expérience ne sera faite avec des produits de fission ou toute autre matière radioactive dangereuse ». S'il est vrai qu'aucune expérience avec des matières radioactives n'a été menée à Foulness, des essais avec des explosifs et du béryllium ont bien été menés en 1962 et 1963.
Une autre possibilité était d'utiliser le site écossais de Wick. La pollution pourrait y être emportée par le vent, mais le site était loin d'être idéal par ailleurs. Le temps y était généralement pluvieux et sa forte humidité interférait avec les appareils de mesure. De plus, bien qu'une pollution emportée par le vent soit acceptable, les autorités locales ne pouvaient être assurées qu'elle serait nulle. Le lieutenant-colonel K. Stewart a déclaré « je doute que les propriétaires domaniaux d'Écosse y soient très favorables. Ils s'intéressent trop aux faisans et aux cerfs en Écosse »,. Le temps sec et la situation isolée de Maralinga offraient une bien meilleure occasion.
La note libre de décembre 1952 relative à l'opération Totem ne faisait aucune mention des essais mineurs et les autorités australiennes n'en on entendu parler qu'au moment où leur aide a été sollicitée pour la préparation du site . Par la suite, l'accord de l'Australie a été demandé a chaque essais. La mission Wilson demandait que, dans le cadre de l'opération Buffalo, le Royaume-Uni puisse procéder à la série d'essais Kitten en plus des essais nucléaires majeurs . Les Australiens ont demandé plus de détails et, en réponse, Aldermaston a fourni un rapport complet sur The Scope and Radiological Hazards of Kittens en février 1955. Le rapport a été renvoyé à Martin pour analyse. Celui-ci n'y a vu aucun problème   et les essais ont été approuvés par l'AWTSC. Un site de test Kitten a été établi à Naya, à l'est de la chaîne principale de Maralinga. L'annonce officielle de la série d'essais Kitten a été publiée au Royaume-Uni le 25 février 1955 et le jour suivant en Australie.

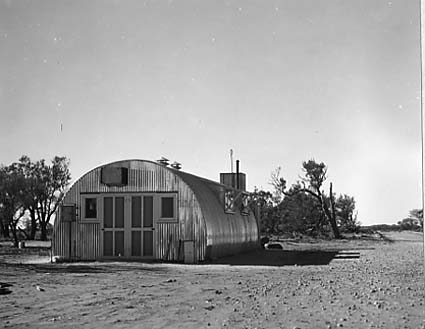
Opérations Kittens et Tim – Camp des 43 milles – Zone d'essais

En mars 1956, six essais Kitten ont été effectués à Naya . Ces essais sont devenus ensuite une partie importante du programme (21 tests en 1957 , 20 en 1959  et 47 en 1960 et 1961). Après cette date ils ont été interrompus en raison du développement de générateurs de neutrons externes. Les expériences Kittens à Naya ont dispersé 7004 Curies de polonium-210, 750 g de béryllium et 120 kg d'uranium naturel et appauvri.

### SérieTim
Les expériences de la série Tim portaient sur le comportement des noyaux d'armes nucléaires lorsqu’ils étaient comprimés par l'onde de choc provoquée par l’explosion de l’amorce. La façon dont l'onde de choc traverse les composants a été mesurée et enregistrée à l'aide de détecteurs et de photographies à grande vitesse. Les essais Tim ont utilisé de véritables assemblages d'armes nucléaires, mais dotés seulement de noyaux d'uranium naturel ou appauvri, chimiquement identique à l'uranium hautement enrichi mais non fissile, et donc faiblement radioactif. Ils ont eu lieu dans les zones de Naya et Kuli à Maralinga entre 1955 et 1963 et ont concerné 321 essais avec des tampons en uranium et en béryllium. Douze des essais Tim effectués dans les zones TM100 et TM101 concernaient des études de compression du plutonium. Ces expériences ont utilisé et dispersé sur les sites d'essais 77 kg de béryllium, 825 kg d'uranium naturel, 6 800 kg d'uranium-238 et environ 1,2 kg de plutonium,.

### SérieRat
La série d’essais Rat a permis d’étudier les propriétés des ondes de choc. Ses objectifs étaient identiques à ceux de la série Tim et les méthodes de mesures étaient les mêmes. Au lieu d'utiliser des capteurs externes, les essais Rat ont utilisé une source de rayon gamma intense et de courte durée. Placée à l'intérieur de l'assemblage, la taille de celle-ci ne dépassait pas celle d'un pois. Des détecteurs de rayons X ont permis d’observer la progression de l'explosion vue de l'intérieur. Entre 1956 et 1960 il y a eu 125 essais Rat dans les zones de Naya et Dobo à Maralinga. Les tests Rat ont utilisé 180 kg d'uranium-238, 2160 curies de scandium-46, un émetteur bêta et gamma d’une demi-vie radioactive de 83,8 jours, 400 curies de polonium-210 d’une demi-vie de 138 jours, 120 curies de plomb-212, un émetteur bêta d’une demi-vie de 10,6 heures. Les durées de vie très courtes de ces matériaux ont fait qu'ils ont pratiquement disparu,.

### SérieVixen
Les essais Vixen portaient sur la sécurité. Il s'agissait de s'assurer que le noyau d'une arme nucléaire ne passerait pas accidentellement au stade critique dans le cas d'un incendie ou d’un choc involontaire. Ces essais nécessitaient parfois une certaine puissance de fission, mais celle-ci était inférieure à la puissance de la partie explosive conventionnelle de l'arme. La position du gouvernement britannique était que, si la composante de l'explosion nucléaire était inférieure à 10 tonnes de TNT , il n'y avait pas de violation du Traité d'interdiction partielle des essais nucléaires. Ce dernier était alors en discussion mais aucune limite n'a été convenue. Si l'AWTSC avait la compétence pour évaluer les problèmes de santé ou de sécurité publique d’un essai, il ne pouvait pas évaluer les problèmes politiques. Cependant, et après réflexion, le gouvernement australien a quand même approuvé le programme d’essai Vixen,.

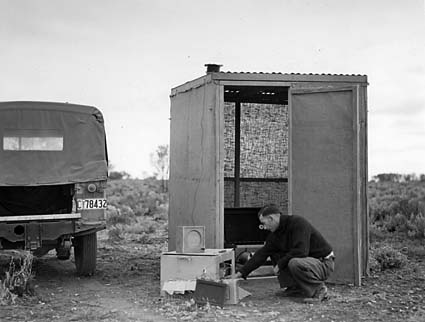
Opérations Kittens et Tim– Camp des 43 Milles – Zone d'essais : mise en place des instruments

Trente et un essais ont été menés dans le cadre de la série Vixen A. Ils ont été effectués dans la région de Wewak à Maralinga entre 1959 et 1961 et avaient pour but de vérifier les effets d'un incendie accidentel sur une arme nucléaire. Ils ont nécessité environ 68 kg d'uranium naturel et appauvri, 980 g de plutonium (dont 580 g ont été éparpillés), 99 curies de polonium-210 et 1,96 curies d'actinium-227. Des ballons ont été utilisés pour transporter des instruments en altitude et prélever des échantillons. Il y avait trois types d'expériences dans la série Vixen A : la combustion dans un feu d'essence, la combustion dans un four électrique et la dispersion par détonation des composants hautement explosifs d'une bombe nucléaire. Les essais d'incendie à l'essence ont été effectués à l'aide d'une cheminée de 3,4 m de haut sur une base de 1,2 par 1,2 m et ont généré des températures allant de 800 à 1 200 ° C pour l'uranium et le béryllium et 600 à 1 000 ° C pour le plutonium. Les tests avec four électrique n'étaient effectués que pour des essais sur l'uranium et nécessitaient des températures allant de 600 à 800 ° C .
Dans le cadre des expériences menées avec Vixen B, ont a fait exploser des ogives nucléaires contenant du plutonium avec un explosif classique pour simuler un crash aérien et voir le résultat. Au total, douze essais Vixen B ont été menés sur le site de Taranaki en 1960, 1961 et 1963, ce qui en a fait le site le plus contaminé de Maralinga. Les tests ont été effectués sur des structures en acier appelées « lits de plumes ». Ces essais ont « produit des jets de plutonium fondu et brûlant s'étendant à des centaines de pieds dans les airs ». Les dommages infligés aux lits de plumes et à leurs supports en béton étaient beaucoup plus importants que prévu, et à chaque fois il a fallu utiliser un nouveau lit de plumes. Après chaque essai, tous les débris étaient enterrés à proximité dans des fosses. Au bout du compte, on a dû faire 21 fosses contenant 830 tonnes de matériaux contaminés par les 20 kg de plutonium. Deux autres kilos de plutonium ont été dispersés sur la zone d'essai.
Le plutonium émet des particules alpha qui sont arrêtées par seulement 9 cm d'air, ou simplement la couche morte des cellules cutanées sur le corps. Il n’est pas très dangereux à l'extérieur du fait de son rayonnement peu intensif (sa longue moitié de durée de vie est de 24 000 ans). Il devient dangereux lorsqu'il pénètre dans le corps. Le pire des cas est lorsqu’il se loge dans les poumons au moment de la respiration, par exemple au moment des tests d'explosion. L'extrême persistance de la contamination radioactive du plutonium et son rayonnement alpha cancérogène en font une importante source de danger.
Le gouvernement britannique avait assuré l'AWTSC que pendant l'opération Antler, des mesures de sécurité seraient mises en place pour empêcher les ballons de se détacher. Malgré tout, deux ballons se sont échappés le 22 juillet 1959 à l’occasion d'une rafale de vent. Un seul a pu être récupéré et une commission d'enquête a été mise en place. Un incident encore plus grave s'est produit dans la nuit du 23 au 24 septembre 1960, quand sept des huit ballons préparés pour des expériences se sont détachés de leurs amarres au moment d’un orage. Cinq ont été récupérés sur le champ de tir le 27 septembre, mais deux ont été perdus et ont dérivé plus loin. On en a récupéré un le 24 septembre près de Cobar (Nouvelle-Galles du Sud) et un autre le 1er octobre vers Hungerford (Queensland). Titterton a protesté officiellement auprès de l'AWRE. Il apparaissait clairement que les procédures pour retenir les ballons étaient inadaptées et que les dispositifs d'autodestruction n'étaient pas fiables,,.

### Retombées
À la fin des années 1950, les recherches faites par Hedley Marston sur les retombées radioactives des essais nucléaires de Maralinga l'ont amenées à entrer dans un conflit acharné avec l'AWTSC. Ce fut certainement l'une des querelles les plus marquantes de la science australienne. Marston était chef de la division de Biologie et Nutrition générale au CSIRO. Il a été chargé par l'AWTSC d'étudier les concentrations d'iode-131 dans les thyroïdes des moutons et des bovins. Un rapport américain de 1954 évaluait qu'il n'y avait pas de danger pour la santé publique, mais l'AWTSC voulait pouvoir vérifier la situation australienne. Les enquêtes ont commencé avant le début des essais à Maralinga afin d'établir un point de comparaison. Les résultats de Marston ont montré une augmentation de l'iode-131 due à l'opération Mosaic. C'était insuffisant pour constituer un danger de santé publique (les résultats indiquaient que la concentration était à environ 1 % de la limite acceptable) mais cela indiquait que les retombées étaient plus étendues qu'on ne le pensait initialement. Il a alors tenté d'extrapoler ses résultats pour le strontium-90, mais une évaluation valide n'a pas pu être faite avec cette méthode. En 1961 l'AWTSC a publié une étude portant sur le strontium-90. Pour celle-ci, on avait recueilli des os de personnes décédées (en particulier des enfants) puis on les avait réduits en cendres afin d'effectuer les mesures. On a trouvé une augmentation du strontium-90 en Australie, mais elle représentait le quart de celle enregistrée au Royaume-Uni. Bien que les retombées des essais thermonucléaires de l'opération Grapple de 1958 aient été détectables au Royaume-Uni, aucune ne l'a été en Australie,.

## Fermeture du site
Maralinga avait été conçu pour être un centre d'essai permanent où des essais majeurs seraient effectués chaque année ; ce ne fut pas le cas. L'opération Antler a été la dernière grande série de tests à y être effectuée. L'une des principales raisons de cet arrêt a été l’hostilité de l'opinion publique. Un sondage de 1952 indiquait que 58 % des Australiens étaient favorables aux essais nucléaires britanniques en Australie et seulement 29 % contre. Le soutien a ensuite diminué régulièrement et en 1957 seuls 37 % étaient en faveur et 49 % contre. L'avenir de Maralinga était compromis, surtout en cas de changement de gouvernement. Les élections fédérales australiennes de 1961 réduisirent la majorité de Menzies à un seul siège. La baisse du soutien australien aux essais faisait partie d'une tendance mondiale qui a abouti au moratoire sur les essais nucléaires de novembre 1958 à septembre 1961 .
Maralinga était devenu inutile, en effet, les restrictions du gouvernement australien sur les essais d'armes thermonucléaires avait conduit à la création du centre d'essai de l'île Christmas où il n'y avait pas ces restrictions. D'autre part, les vents favorables soufflant sur l'île emportaient les retombées. Grâce à l'accord de défense mutuelle entre les États-Unis et le Royaume-Uni de 1958, la Grande-Bretagne avait également obtenu l'accès au site d'essai du Nevada où les britanniques ont pu effectuer leur premier essai majeur sous terre le 1er mars 1962. Il n'y avait cependant aucune certitude que le Nevada soit toujours disponible. Le traité d'interdiction partielle des essais nucléaires de 1963 a interdit les essais atmosphériques et il n'y avait pas de lieu dans la chaîne de Maralinga pour faire des essais souterrains. L'emplacement le mieux approprié et le plus proche se trouvait sur des terres aborigènes à 400 km de là.
Après 1963, Maralinga a été placé sous le statut de mise en réserve, et même s'il y avait des projets d'essais mineurs en 1966, le fait que le protocole d'arrangements de 1956 devait expirer en mars de cette année-là a incité le gouvernement britannique a ne pas renouveler l'accord. Un mémorandum officiel sur la résiliation de l'accord de 1956 a été signé le 23 septembre 1967 et le Royaume-Uni a été libéré de la plupart de ses obligations et responsabilités le 21 décembre 1967 . En décembre 1968, et en vertu de la loi de 1952 sur la défense, le ministre de la Défense a révoqué le classement de Maralinga en zone interdite. Le 31 août 1972, le ministre de l'approvisionnement a supprimé les restrictions sur la majeure partie de la zone interdite de Maralinga à l'exception d'une bande de 48 km par 240 km qui est devenue une partie de la nouvelle zone interdite de Woomera.

## Répercussions

### 1963-1964: première dépollution
Les opérations de nettoyage ont commencé à Maralinga en 1963 par l'opération Clean Up et on continué avec l'opération Hercules en 1964. Celles-ci devaient supprimer les principaux points dangereux afin de permettre l'accès aux sites d'essais. Une importante opération de nettoyage baptisée opération Brumby a été menée en 1967. Des tentatives ont été faites pour diluer la concentration de matières radioactives en retournant et en mélangeant le sol de surface. Le sol hautement contaminé de Wewak a été enfoui dans le cratère Marcoo et les fosses à débris ont été refermées. Au fil du temps, les isotopes à courte durée de vie se sont désintégrés ; le plutonium avec sa demi-vie de 24 100 ans est resté le principal danger radioactif. En janvier 1979, le gouvernement britannique a accepté de « rapatrier » le plutonium qui avait été récupéré et enfoui à Maralinga .

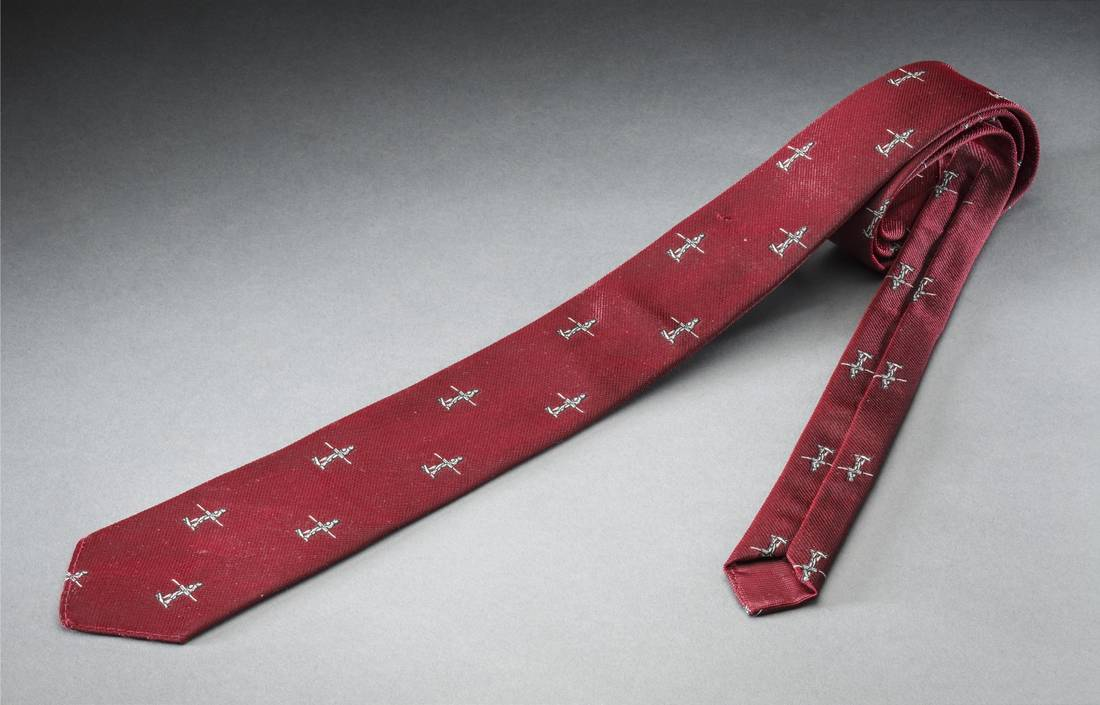
Cravate souvenir pour le personnel de Maralinga

### 1984: comité Kerr
Le 15 mai 1984, le ministre des Ressources et de l'Énergie a créé le comité Kerr. Sa mission était d'étudier les retombées dues aux essais nucléaires britanniques en Australie. Après la réception du rapport, il a eu des discussions avec John Symonds qui avait été chargé d'écrire une histoire officielle des essais nucléaires britanniques. Il a finalement décidé de convoquer une commission royale sur le sujet. La Commission royale McClelland a remis son rapport fin 1985 et a constaté que des risques importants de radioactivité existaient encore sur de nombreux sites d'essai de Maralinga, notamment à Taranaki. Le gouvernement australien a accepté les conclusions de la commission royale, mais a rejeté ses recommandations de création d'une commission Maralinga. Il a argué que c'était plus le rôle d'un département d'État plutôt que d'un organe statutaire, et que le gouvernement britannique devrait payer les frais d'un nettoyage. Le Cabinet a décidé que le gouvernement britannique devrait être invité à apporter une contribution substantielle. Des réclamations australiennes ont été présentées au gouvernement britannique en 1991 et, en juin 1993, celui-ci a accepté de verser à titre gracieux une somme de 20 millions de livres sterling pour financer la réhabilitation du site,.

### 2000: deuxième dépollution
Un comité d'évaluation technique (TAG) a été mis en place pour proposer des options de réhabilitation du site et un programme de dépollution beaucoup plus large a été démarré . Le plan prévu par le TAG a été approuvé en 1991. Les travaux ont commencé sur le site en 1996 et se sont achevés en 2000 pour un coût de 108 millions de dollars . Sur la zone la plus contaminée, qui couvrait 2 km2, 350 000 m3 de sol et de débris ont été retirés et enterré dans des tranchées. Onze fosses à débris ont également été traitées par vitrification in situ. La plus grande partie du site (environ 3 200 km2) a été rendue sûre et accessible de façon illimitée. Environ 120 km2 sont considérés comme sûrs pour l'accès mais pas pour une occupation permanente. L'historienne britannique Lorna Arnold note : « personne n'aurait utilisé ces termes pour parler de ces régions il y 30 ou 40 ans » . L'ingénieur nucléaire Alan Parkinson a observé qu'un Autochtone vivant selon un mode de vie semi-traditionnel recevrait une dose réelle de 5 mSv/a (cinq fois celle autorisée pour une personne normale). Dans les 120 km2, la dose effective reçue serait jusqu'à 13 fois supérieure. L'efficacité de la dépollution a été contestée à plusieurs reprises,.

### Répercussions sur la population
Certains auteurs suggèrent que le déplacement des peuples autochtones et l'interdiction qui leur a été faite d’accéder à leurs terres ancestrales ont contribué de manière significative à la désintégration sociale qui caractérise aujourd'hui la communauté aborigène. L’inhalation d'essence, la délinquance juvénile, l'alcoolisme et les affrontements chroniques avec la police locale sont devenus des réalités quotidiennes . En 1994, le gouvernement australien a conclu un accord d'indemnisation avec les propriétaires traditionnels (le Maralinga Tjarutja). Cet accord a abouti au paiement de 13,5 millions de dollars pour solde de toutes réclamations liées aux essais nucléaires. La plupart des terres ont été restituées en 2009 ; la finalisation des restitutions a fait l'objet d'une cérémonie le 5 novembre 2014.
Une étude du ministère des Anciens Combattants a conclu que « les doses reçues par les intervenants australiens étaient faibles... Seuls 2 % des intervenants ont reçu une dose supérieure à la limite annuelle fixée actuellement pour les professionnels en Australie (20 mSv) ». Ces conclusions sont contestées. Les militaires australiens ont reçu à plusieurs reprises l'ordre de voler sans protection à travers les champignons atomiques. On leur a ordonné l'ordre de marcher vers Ground Zero immédiatement après l'explosion de la bombe. Les trainées aériennes de matières radioactives ont provoqué la chute de pluies radioactives sur la région de Brisbane et une partie du Queensland. Une étude réalisée en 1999 pour la British Nuclear Test Veterans Association a révélé que 30 % des anciens combattants concernés étaient décédés, la plupart dans la cinquantaine, des suites d'un cancer.
En 2001, Sue Rabbit Roff, une chercheuse de l'université de Dundee, a découvert des documents prouvant que les troupes avaient reçu l'ordre de courir, de marcher et de ramper à travers les zones contaminées par les essais de l'opération Buffalo dans les jours qui ont immédiatement suivi les détonations. Le gouvernement britannique a admis les faits plus tard,. Sue Roff a déclaré que cela démentait l'affirmation du gouvernement britannique selon laquelle il n'a jamais utilisé d'êtres humains comme cobaye dans les essais d'armes nucléaires en Australie.
Les gouvernements australiens successifs n'ont pas indemnisé les militaires qui ont contracté des cancers à la suite d'une exposition aux radiations de Maralinga. Toutefois, après la décision britannique d'indemniser ses propres militaires en 1988, le gouvernement australien a accepté d'indemniser plusieurs militaires australiens souffrant de deux affections spécifiques, la leucémie (sauf la leucémie lymphatique) et la maladie sanguine rare du myélome multiple .

### Pollution rémanente
En 2021, des particules radioactives dites « chaudes » persistaient dans le sol. Une équipe multidisciplinaire de scientifiques internationaux a pu étudier des échantillons d'un nanomètre de large fournis par un appareil de l'université Monash utilisant un faisceau d'ions à haute énergie. L'analyse des résultats laisse penser que, sur une longue période, l'environnement désertique peut provoquer la libération lente de plutonium. Ce plutonium est susceptible d'être absorbé par la faune de Maralinga,.

## Couverture médiatique
D'après Liz Tynan de l'université James Cook, les essais de Maralinga sont l'exemple type de ce qui peut arriver quand les médias populaires ne sont pas en mesure de dévoiler les agissements cachés par un gouvernement. Maralinga a été l'exemple du secret absolu, mais à la fin des années 1970, un changement s'est produit dans la façon dont les médias australiens couvraient les essais nucléaires britanniques. Certains journalistes d'investigation opiniâtres sont apparus, des lanceurs d'alerte comme Avon Hudson se sont exprimés et la critique politique s'est intensifiée. En octobre 1978, le journaliste d'investigation Brian Toohey a publié une série d'articles dans l'Australian Financial Review dévoilant la compromission du Cabinet
En juin 1993, Ian Anderson, journaliste au New Scientist, a écrit un article intitulé « Les sales manœuvres de la Grande-Bretagne à Maralinga » ainsi que plusieurs articles connexes. Il s'agissait d'une analyse détaillée des conséquences de l'essai Vixen B et des longues négociations entre l'Australie et le Royaume-Uni sur le nettoyage de Maralinga et sur le partage du coût des déchets de plutonium « séquestrés en toute sécurité ». En 1993, Anderson a remporté deux prix Michael Daley pour ses articles sur Maralinga,.
Maralinga : Australia's Nuclear Waste Cover-up est un livre d'Alan Parkinson publié en 2007. Il y affirme que le nettoyage de Maralinga de la fin des années 1990 avait été altéré par la réduction des coûts. Il n'a consisté qu'au simple déversement des débris radioactifs dangereux dans des trous peu profonds. Il a déclaré que « ce qui a été fait à Maralinga n'était qu'une solution bon marché et indécente qui ne serait pas adoptée pour la terre des hommes blancs »

## Représentations dans les arts

### Art pictural
- En 1987, Winnie Bamara, qui vivait près de Maralinga, a créé une œuvre destinée à la réalisation d'une affiche protestant contre les essais nucléaires à Maralinga. Elle a été publiée dans le Common Ground Magazine par le Conseil Australien pour le Désarmement et la Paix du Jour de Maralinga, avec le soutien des habitants de la Communauté Maralinga-Tjarutja. Elle représente une bombe nucléaire explosant sur les terres de Maralinga alors que trois peuples autochtones regardent, avec un texte qui traite brièvement de l'histoire des essais nucléaires britanniques à Maralinga[178].
- Betty Muffler, à la fois ngangkari et artiste travaillant chez Iwantja Artsest née à Emu Field. Elle avait environ neuf ans lorsque la première bombe a explosé et a perdu plusieurs membres de sa famille. Voir les morts et les bouleversements causées par les essais a inspiré une grande partie de ses œuvres[179]. La représentation de la guérison est le thème récurrent de son travail. Elle a remporté le prix Best emerging artist aux National Aboriginal and Torres Strait Islander Art Awards 2017 avec l'une de ses itérations de Ngangkaṟi Ngura (Healing Country)[180]. Une autre œuvre du même titre commandée spécialement pour le numéro de septembre 2020 de Vogue[181],[182] a été présentée à l'exposition Know My Name à la Galerie nationale d'Australie[180].

### Art dramatique
- Terre interdite (1987) est un film policier australien. Un homme découvre que son père a filmé un essai nucléaire ayant exposé les populations aborigènes à des radiations dangereuses. Il met également en vedette les acteurs Jack Thompson et l'activiste autochtone Burnum Burnum[183].
- The Career Highlights of the Mamu est une pièce de théâtre australienne de Trevor Jamieson et Scott Rankin, jouée au Festival d'Adélaïde en février-mars 2002. La pièce raconte l'histoire des aborigènes Tjuntjuntjara, qui vivaient dans le désert entre l'Australie-Méridionale et l'Australie-Occidentale ainsi que leur expérience des essais nucléaires britanniques à Maralinga et Emu Field. Les anciens des tribus décrivent leur délocalisation ainsi que la mort et la maladie de leur peuple lorsqu'ils ont tenté de retourner sur leurs terres contaminées[184] [185].
- Maralinga : The Anangu Story (2009), est un livre écrit par les communautés Yalata & Oak Valley avec Christobel Mattingley. Il raconte l'histoire et la culture de la région, la controverse et ses propriétaires d'origine. Destiné aux jeunes, le livre a reçu une médaille d'honneur d'argent en 2010 par le Children's Book Council of Australia[186]. Judy Nunn a utilisé les événements de Maralinga comme toile de fond pour son roman Maralinga (2009)[187].
- Operation Buffalo, une série dramatique télévisée australienne diffusée en mai 2020 sur ABC, qui s'inspire des essais nucléaires britanniques à Maralinga[188]. L'histoire ne s'en tient pas aux événements factuels, mais mélange la satire, la farce, la nostalgie et le drame, représentant en même temps des aspects de faits historiques, les tensions entre les gouvernements britannique et australien et une description réaliste du traitement réservé aux peuples aborigènes de la région[189].
- Maralinga Tjarutja, est un documentaire de télévision réalisé en mai 2020 par Larissa Behrendt et produit par Blackfella Films pour ABC Television. Il raconte l'histoire des habitants de Maralinga et a été délibérément diffusé à peu près au même moment que la série dramatique Operation Buffalo, pour donner la parole aux peuples autochtones de la région et montrer comment les essais ont perturbé leur vie[190],[191]. Screenhub Australia lui a attribué 4,5 étoiles, le qualifiant « d'excellent documentaire »[192]. Le film fait découvrir le ressenti du peuple Maralinga Tjarutja, et comment « les anciens révélent une perspective du temps profond et une compréhension du caractère sacré du lieu qui impose le respect », les encètres de ce peuple ayant vécu dans la région pendant des millénaires[189]. Malgré le mépris pour les peuples Maralinga Tjarutja manifesté par les Britanniques et des Australiens effectuant les essais, ils ont continué à se battre pour leurs droits et à s'occuper de leur terre désormais polluées[193].

### Musique
- Le groupe de rock australien Midnight Oil a enregistré une chanson sur les essais intitulée « Maralinga » pour leur LP 1982 10, 9, 8, 7, 6, 5, 4, 3, 2, 1[194].
- « Maralinga (Rainy Land) » de Paul Kelly traite des effets des essais nucléaires britanniques sur le Maralinga Tjarutja[195].
- « After Maralinga » du groupe britannique Latin Quarter parle des conséquences des essais nucléaires[196].
- Le chanteur / compositeur australien Kelly Chase a sorti la chanson « Children of the Dust » en 2021, musique du podcast History Detective, saison 1, épisode 4 « Nuclear Testing at Maralinga ».
- « Birthright » de l'album de 1989 d'Anderson Bruford Wakeman Howe parle des essais. Les paroles disent « En 1954, le gouvernement britannique, afin de maintenir l'équilibre des pouvoirs entre l'Est et l'Ouest, a fait exploser sa première bombe atomique à Woomera. Ils n'ont pas réussi à contacter tous les peuples aborigènes à l'époque. Les Aborigènes l'appellent encore "le jour du nuage". »[197]